# Erich Wustmann
Erich Wustmann (9. listopadu 1907, Niedersedlitz u Drážďan – 24. října 1994, Bad Schandau) byl německý cestovatel, spisovatel a etnograf.

## Život
Erich Wustmann se narodil v roce 1907 v drážďanském Niedersedlitz, avšak už o rok později, v roce 1908 se stalo jeho novým domovem Bad Schandau. Své první výzkumné cesty prováděl v regionu labských pískovců. V dětství ho inspirovali vědci a cestovatelé doby jeho dětství jako Nansen, Amundsen, Sven Hedin a další. V roce 1926, v 19 letech se vydal se svým malým kajakem na velkou cestu kolem norské pevniny. Ta skončila teprve tehdy, když jeho kajak zamrzl v ledu. V roce 1933 emigroval do Norska. Tam žil se svou ženou u Sámů několik let a cestoval z Laponska po Skandinávii, na Island a na Faerské ostrovy. V roce 1940 byl po obsazení Norska nacistickým Německem Quislingovou vládou vyhoštěn zpět do Německa. Od konce druhé světové války až do své smrti žil v Bad Schandau, v městské části Ostrau. V roce 1956 se stal čestným občanem města Bad Schandau. Obdržel také v roce 1958 cenu Friedricha Gest. V 50. letech provedl několik expedicí k 36 indiánským kmenům v Brazílii, Kolumbii, Ekvádoru, Bolívii, a Peru. Později cestoval také na Kanárské ostrovy, do Egypta, severní Afriky a Indie. Celý život psal o různých lidech jako Sámech, Indiánech, Faercích a Beduínech. Na všech svých cestách filmoval, fotografoval, natáčel řeč a zpěvy, sbíral etnografické předměty pro muzea a popisoval země, lidi a kulturu. Většina z těchto dokumentů nabyla mezitím na historické ceně. Erich Wustmann napsal ve celkem 55 knih. V roce 1983 vyšla kniha "Durch Tundra... ", kde shrnul dohromady všechny vzpomínky z cest. Zemřel v roce 1994 v Bad Schandau.

## Dílo
- Wie Peter Große das Schilaufen erlernte, Reutlingen 1935
- Kinder der Wildmark, Reutlingen 1935
- Die heiligen Berge, Leipzig 1936
- In Lappzelt und Rentierpulk, Stuttgart 1936
- Ole Gynt, der Lofotfischer, Reutlingen 1936
- Jagdabenteuer im Eismeer, Stuttgart 1937
- Die Pelztierjäger von Petsamo, Reutlingen 1937
- Wunder ewigen Eises, Stuttgart 1938
- Gunhild, die Reiterin, Reutlingen 1939
- Tollkühne Färinger, Stuttgart 1939
- Licht über den Bergen, Reutlingen 1940
- Faltbootfahrt von Fjord zu Fjord, Stuttgart 1940
- Unter der Mitternachtssonne, Radebeul 1941
- Niels und sein Abenteuer, Reinbek 1948
- Ein Mädel zwischen Land und Meer, Reutlingen 1948
- Kitzi und andere Tiergschichten, Stuttgart 1949
- Paradies der Vögel, Radebeul 1949
- Inga und Rija, Reutlingen 1950
- 1000 Meilen im Rentierschlitten, Radebeul 1949
- Kinder auf Island, Stuttgart 1952
- Marbu, der Bär, Radebeul 1953
- In die Welt mit Palette und Zelt, Worpswede 1953
- Ingrid und der Bär, Reutlingen 1954
- Kristina auf Lundholmen, Bamberg 1954
- Wo das Eis die Grenze schuf, Radebeul 1954
- Die Verwegenen, Stuttgart 1955
- Isbjörn, Radebeul 1955
- Klingende Wildnis. Erlebnisse in Lappland, Kassel/Eisenach 1956
- Taowaki, das Mädchen von Amazonas, Reutlingen 1956 (Lizenz: Zürich 1970)
- Weiter Weg in Tropenglut, Radebeul 1957
- Crao, Indianer der roten Berge, Radebeul 1958
- Orchidee vom Rio Teia. Ein Mädchenleben in Urwaldhütte und Fazenda, Reutlingen 1958 (in Lizenz: Halle 1989, ISBN 3-354-00529-7)
- Karaja, Indianer vom Araguaia, Radebeul 1959
- Arapu. Ein Indianerjunge vom Xingu, Reutlingen 1959 (in Lizenz: Halle 1988, ISBN 3-354-00324-3)
- Xingu, Paradies ohne Frieden, Radebeul 1959
- Yahua, die Blasrohrindianer, Radebeul 1960
- Kondor und Muschelhorn, Reutlingen 1960
- Bahia - unter Palmen und braunen Menschen, Radebeul 1962
- Wilde Reiter im Sertao. Eine Erzählung aus dem brasilianischen Urwald, Reutlingen 1962 (in Lizenz: Halle 1987, ISBN 3354001666)
- Indios im Hochland der Kordilleren, Radebeul 1963
- Las Canarias. Inseln des ewigen Frühlings, Radebeul 1963
- Katako. Geschichte einer Indianerin, Reutlingen 1963
- Ich bin Mary-Sol, Reutlingen 1964
- Hrenki und das Große Lied, Bayreuth 1968 (in Lizenz: Zürich 1972, ISBN 3545351084; Halle 1986, ISBN 3-354-00115-1)
- Vitoschi, Bayreuth 1972
- Unterwegs zu Zwergindianern in Kolumbien, Radebeul 1973
- Candida, Tochter der Taowaki, Reutlingen 1973, ISBN 3-77090-334-X
- Indianer, wo bist du?, Berlin [Ost] 1973
- Gloria. Ein Mädchen aus dem Dschungel, Reutlingen 1977
- Lenita. Unter Palmen und Tropensonne, Bayreuth 1979, ISBN 3785518072
- Abschied von den Indianern, Radebeul 1981
- Erlebt in Wald und Dschungel, Berlin [Ost] 1982, ISBN 3358011437
- Manuela, Reutlingen 1982, ISBN 3770905091
- Durch Tundra, Wüste und Dschungel, Halle/Leipzig 1983, ISBN 3-354-00115-1
- Die junge Sonne Koata. Eine indianische Liebesgeschichte, Halle/Leipzig 1985, ISBN 3354002379